# サン・マウロ・パスコリ
サン・マウロ・パスコリ（伊: San Mauro Pascoli）は、イタリア共和国エミリア＝ロマーニャ州フォルリ＝チェゼーナ県にある、人口約12,000人の基礎自治体（コムーネ）。
当地出身の詩人・古典学者ジョヴァンニ・パスコリ（1855年 - 1912年）にちなみ、1932年に「サン・マウロ・ディ・ロマーニャ」から名を改めた。

## 地理

### 位置・広がり

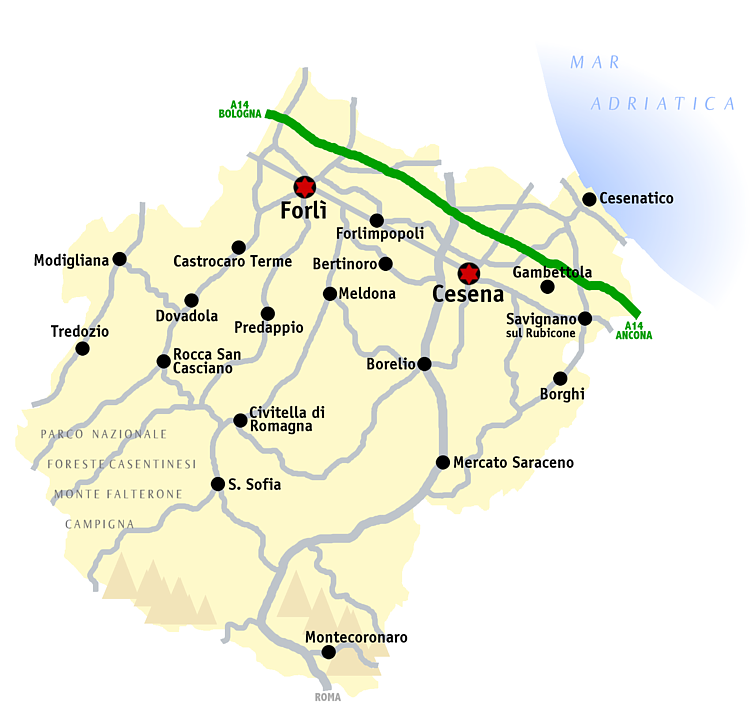
フォルリ＝チェゼーナ県概略図

#### 隣接コムーネ
隣接するコムーネは以下の通り。括弧内のRNはリミニ県所属を示す。
- ベッラーリア＝イジェーア・マリーナ (RN)
- リーミニ (RN)
- サンタルカンジェロ・ディ・ロマーニャ (RN)
- サヴィニャーノ・スル・ルビコーネ

### 気候分類・地震分類
サン・マウロ・パスコリにおけるイタリアの気候分類 (it) および度日は、zona E, 2341 GGである。
また、イタリアの地震リスク階級 (it) では、zona 2 (sismicità media) に分類される。

## 姉妹都市
- テッジャーノ、イタリア
- ナウムブルク、ドイツ
- Gračanica、ボスニア・ヘルツェゴビナ
- Sousel、ポルトガル